# قطعنامه ۸۴۶ شورای امنیت
قطعنامه ۸۴۶ شورای امنیت سازمان ملل متحد که در تاریخ ۲۲ ژوئن ۱۹۹۳ تصویب شد، سندی بین‌المللی دربارهٔ رواندا است. این قطعنامه طی نشست ۳۲۴۴ام با ۱۵ رای موافق، ۰ مخالف و ۰ ممتنع تصویب شد.